# 大宅們
《大宅們》（英語：My Geeky Nerdy Buddies）是中國大陆与臺灣合拍电影，中国大陆在2014年7月10日上映一天，随后为避免恶性竞争紧急撤档，台湾在2014年8月22日上映。由邱瓈寬、楊宗憲監製、朱延平執導。由蕭敬騰、江疏影、大鹏領銜演出。台湾由美商華納兄弟公司台灣分公司發行。

## 演員

### 領銜主演
| 演員   | 角色 | 介紹                                                                               |
| 蕭敬騰 | 阿宅 | 宅神，喜歡雅玲，為了雅玲做了很多傻事，當自己是雅玲的備胎，寧願默默付出，無怨無悔。 |
| 江疏影 | 雅玲 | 喜歡阿宅，但因為家裡環境而選擇守正，最後受阿宅的真心感動。                         |
| 大鹏   | 摳男 | 有著節儉純樸善良的美德，跟川美在一起。                                             |
| 謝娜   | 川美 | 太陽女神、辣女孩，碰到摳男，臭味相投，兩人愛到無法自拔。                           |

### 主演
| 演員   | 角色   | 介紹 |
| 蔡緯嘉 | 高高迪 | 阿宅好友，一張賤嘴，喊水會堅凍，喊魚也落網。因天體趴，被肛。 |
| 張景嵐 | 阿梅   | 身材火辣的性感美女，愛憎分明。但她小時候其實是個不起眼的胖女，被小應嫌棄。此後發誓要減肥、整形、改名，設計小應拍攝裸體影片，並散播出去作為報復。最後也被某一位富二代偷拍性愛影片，散播出去。 |
| 吳中天 | 吳守正 | 高富帥代表，花花公子。對雅玲很好，但常常與其他女子上床，使雅玲覺得心痛。 |
| 陳博正 | 老宅   | 名為關錯鳥，是阿宅爸爸，特愛大胸部美女。 |
| 林美秀 | 雅玲媽 | 雅玲媽媽，因為家境，常與雅玲吵架、鬧翻。 |

### 其他演員
| 演員         | 角色         | 介紹 |
| 阿諾         | 霏霏         | 豪FUN女神，喜歡阿宅，家裡是有錢人。但她對自己外型沒自信，於是用搞笑，假裝海派來掩飾自己的羞怯。其實是個好強，又愛面子的人。 |
| 寬嘰文       | 小應         | 喜歡阿梅，在看到阿梅前，是個見到美女就打死不放棄的人，直到遇見阿梅才發現自己愛上了她。                                      |
| 郭文瀚(岱毅) | 細漢         | 為阿宅、高高迪、小應的跟班                                                                                                  |
| 失控女       | 雅玲妹       | 小時候被地下錢莊追債。被黑衣人惡意騎機車撞倒媽媽和她，雙腿骨折，此後不良於行，要用鋼鐵拐杖。                                |
| 徐薇         | 大學英文老師 | |
| 湯尼陳       | 大學國文老師 | |
| 應蔚民       | 流氓         | 開車被高高迪撞到 |
| 林柏昇       | 瑜珈老師     | |
| 林翰         | 高富帥       | |
| 阿竿         | 警察         | |
| 林真亦       | 車馬女       | |
| 張楷鈞       | 皓呆         | |
| 余月如       | 疵牙女       | 喜歡小應，為了小應不惜整形。                                                                                                |
| 林永旭       | 小阿宅       | |
| 陳光前       |              | |
| 熊熊         | 路上美女     | |
| 辛樂兒       | 路上美女     | |
| 陳嘉君       | 雅玲好友     | |
| 張永歆       | 雅玲好友     | |
| 余月如       |              | |
| 張楷鈞       |              | |
| 謝欣妤       |              | |
| 孫沁岳       |              | |
| 李迪恩       |              | |
| 程俊韶       |              | |
| 郭允澤       |              | |
| 余宥樂       |              | |
| 紀睿騰       |              | |
| 顏家衛       |              | |
| 徐申敏       |              | |
| 林荏琪       |              | |
| 鄧麥可       |              | |
| 黃長頌       |              | |
| 匡自文       |              | |

## 拍攝地點
| 地點         | 場景                    |
| 新北市淡水區 | 真理大學                |
| 新北市淡水區 | 淡水金色水岸            |
| 新北市板橋區 | 435藝文特區藝術家工作室 |

## 電影歌曲
| 曲別   | 歌曲名稱   | 作詞                                   | 作曲   | 主唱   | 備註                |
| 主題曲 | 我爸的筆   | 魏如萱、陳怡萱、曾大衡、簡瑞松、羅文裕 | 魏如萱 | 魏如萱 | 官方主題曲          |
| 插曲   | 我就是愛你 | 蕭敬騰                                 | 蕭敬騰 | 蕭敬騰 | [ 9 ] [ 10 ] [ 11 ] |
| 插曲   | 花房姑娘   | 崔健                                   | 崔健   | 崔健   |                     |

## 外部連結
- 《大宅們》的Facebook專頁
- Yahoo奇摩電影上《大宅們》的資料（繁體中文）
- 香港影庫上《大宅們》的資料（繁體中文）
- 開眼電影網上《大宅們》的資料（繁體中文）
- 时光网上《大宅男》的資料（简体中文）
- 豆瓣电影上《大宅男》的資料 （简体中文）
- 互联网电影数据库（IMDb）上《大宅們》的资料（英文）
- YouTube上的大宅們頻道